# Hypoderma tarandi
Hypoderma tarandi es una especie de insecto díptero parasitario de la familia Oestridae.
Las larvas de esta mosca son ectoparásitos que penetran en la piel y suelen infestar las poblaciones de renos y caribúes en las zonas árticas, provocando daños en las pieles, la carne y la leche de los rebaños domésticos. También pueden causar miasis en humanos.